# Imre Frivaldszky
Imre Frivaldszky (známý jako Imre Friváldszky von Friváld, Frivaldszky von Frivald Emerich, či slovensky Imrich Frivaldský; 6. února 1799, Bačkov – 19. října 1870, Jobbágyi, Maďarsko) byl uherský botanik, zoolog – entomolog, přírodovědec a lékař. Proslavil se jako světoznámý přírodovědec, pokrokový bojovník a zastánce nových vědních směrů na území tehdejší rakousko-uherské monarchie. 

## Život
Narodil se v Bačkově (Bocsko) na Zemplíně v okrese Trebišov v rodině zemanského rodu Frivaldských, pocházejících z Rajecké Lesné v okrese Žilina.
Dvě třídy gymnázia absolvoval v Sátoraljaújhely, kde se už jako gymnazista účastnil přírodovědeckých exkurzí ve Slanských vrších. Ve spolupráci s dalšími přírodovědnými odborníky se podílel na vědeckém výzkumu flóry a fauny rodného kraje. Popisy přírodovědných exkurzí, bohaté sbírky botanických endemitů a později důsledný soupis živočišstva kraje se staly základními díly mladého a už tehdy velmi talentovaného přírodovědce. Ve studiích na střední škole pokračoval v Egeru v Maďarsku a zde se od roku 1814, pod vlivem Pavla (Pála) Kitaibela a Josefa Sadlera věnoval hlavně botanice na území Zemplínských vrchů. V průběhu let 1814–1815 byl zapsán ve filozofickém kurzu na Královské akademii v Košicích. Otec chtěl mít ze syna právníka, ale mladý Imre Frivaldszky projevoval zájem hlavně o přírodní vědy, a proto se v roce 1816 zapsal na lékařskou fakultu Pešťské univerzity. Více než studiu medicíny se však věnoval přírodním vědám, nejdříve botanice a později i zoologii.
Jako posluchač lékařské fakulty podnikal ve svém volném čase výlety do okolí Pešti a později i Budína. Během prázdnin, po prvním ročníku, vykonal okružní cestu po území Slovenska. Během prázdnin v roce 1819 prováděl své výzkumy v Maďarskem pohoří Mátra a v následujícím roce v Banátu. Bohaté sběry, které během těchto svých cest provedl, mu umožnily už jako mladému studentovi publikovat několik studií a článků v odborných časopisech. V roce 1821 ukončil vysokoškolská studia a věnoval se hlavně zvelebování přírodovědného oddělení národního muzea v Pešti. V roce 1822 ukončil studium medicíny. V následujícím roce se stal pomocným kustodem přírodopisných sbírek Maďarského národního muzea. Už jako kustod přírodovědných sbírek v roce 1824 obhajobou disertace o hadech získal hodnost doktora lékařských věd. Řádným kustodem muzea se stal však až roku 1850. V březnu roku 1824 se Imre Frivaldszky zřekl své lékařské praxe a věnoval se výhradně přírodním vědám. První roky pracoval v oblasti botaniky. V uvedené době se na území Uherska věnovalo botanice mnoho vědců, proto se rozhodl věnovat hlavně zoologii, zejména však entomologii. Po smrti entomologa Tobiase Koya koupil velkou část jeho knihovny a bohatou sbírku hmyzu, která se společně s Ochsenheimerovou (Ferdinand Ochsenheimer používal pseudonym Theobald Unklar (1767–1822) sbírkou motýlů, zakoupenou v roce 1823 (1824) stala základem entomologických sbírek muzea.
Své četné entomologické sběry začal Imre Frivaldszky na území okolí Pešti a Budína, ale později procestoval několikrát celé Uhersko. Inicioval několik vědeckých sběratelských entomologických expedic, přičemž mnoha z nich se účastnil osobně. Ze všech expedic přivezli účastníci velké množství různých druhů rostlin a živočichů, obzvláště hmyzu. V době, kdy se už ze zdravotních příčin nemohl náročných zahraničních cest účastnit, se zaměřil na výzkum pozemních a sladkovodních měkkýšů na slovenském území a na studium neznámých živočichů v uherských jeskyních.
Ze zdravotních důvodů (oční choroba) v roce 1851 opustil práci v muzeu a už jako soukromá osoba zpracovával výsledky ze svých expedic ve Svábhegyi nebo Jobbágyi. Jako člen mnoha domácích a zahraničních vědeckých společností, stálý dopisovatel vědeckých institucí v Londýně, Paříži, Florencii, Lipsku, Řezně, Altenburgu, Štětíně apod. byl znám ve vědeckém světě jako na slovo vzatý odborník. Už jeho počáteční výzkumy našly ohlas ve školních ročenkách v Sátoraljaújhely, Egeru, Košicích, Pešti a upozornily tehdejší vědecký svět na mimořádný talent. Imre Frivaldszky zanechal světu cenné výzkumy, obohatil přírodovědu o nové poznatky, v systematizaci flóry a fauny objevil nové poznatky. Svou obrovskou houževnatostí, systematickou prací a díky obrovskému talentu se probojoval do kruhu světoznámých přírodovědců a soustavným studiem popsal mnohé poddruhy, druhy i čeledi flóry a fauny středoevropské oblasti, z nichž mnohé nesou jeho jméno.
Během svého života popsal několik druhů hmyzu, např.: Melolontha albida Frivaldszky, 1835, Polyommatus eroides Frivaldszky, 1835, Phragmatobia Placida Frivaldszky, 1835, Plebejides sephyrus Frivaldszky, 1835, Orthos rorida Frivaldszky, 1835, Euprepia Placida Frivaldszky, 1835 a jiné. Na jeho počest bylo vícero druhů hmyzu pojmenováno jeho jménem, např. motýl Ahlberg frivaldszkyi (Kindermann in Lederer, 1853), brouk Pseudotrematodes frivaldszkyi Ménétriés, 1836 apod.
MUDr. Imre Frivaldszky zemřel ve své kurii v Jobbágyi v Novohradské župě.
Část jeho sbírky hmyzu z území Rakousko-Uherska, Turecka a Malé Asie byla uložena v Národním Budapešťském přírodovědném muzeu. Zde byla její velká část, společně se sbírkou Ferdinanda Ochsenheimera (1767–1822) zničena během povodní v roce 1838. Ironií osudu byl zbytek, který „přežil“ povodně, téměř celý zničen během protikomunistického povstání v Budapešti v roce 1956.